# 伊庇魯斯專制國
伊庇魯斯專制國是第四次十字军东征后由東羅馬帝國安格洛斯王朝支系于1205年建立的殘存國家，其领土主要位于现今的阿尔巴尼亚和希腊西北部。1227年至1242年间，伊庇鲁斯一度与尼西亚帝国和特拉比松帝國一同自称为东罗马帝国的正统后继者，这一期间的伊庇鲁斯专制国也被现代学者称为塞萨洛尼基帝国。
在狄奥多尔·科穆宁·杜卡斯执政初期，伊庇鲁斯迅速扩张，于1224年征服萨洛尼卡王国，一度兵临君士坦丁堡，但在1230年的克洛科特尼察战役中被保加利亚第二帝国击败，随即陷入分裂。之后一个世纪间，伊庇鲁斯沦为尼西亚帝国与巴列奥略王朝所重建的东罗马帝国的附庸，在1337年被东罗马帝国吞并。两约翰战争后，伊庇鲁斯于1356年恢复独立，最终于1479年被奥斯曼帝国兼并。

## 早期歷史
1204年，第四次十字軍與威尼斯干涉東羅馬內戰，最後攻陷君士坦丁堡，成立拉丁帝國。羅馬帝國的後裔堅守尚未淪陷的帝國邊疆，成立了三個旁支政權：伊庇魯斯公國、尼西亞帝國、特拉比松帝國，其中又以座落小亞細亞的尼西亞帝國最為強盛。
1205年，米海尔一世建立伊庇鲁斯专制国。伊庇鲁斯领主实际上在攻下拉丁帝国的特撒罗尼迦王国以后就在特撒罗尼迦宣布加冕为罗马皇帝，是竞争罗马皇位的四国之一（拉丁帝国/罗马尼亚，尼西亚，特拉比松，伊庇鲁斯），其后伊庇鲁斯迫于尼西亚锋芒而放弃皇帝称号、向尼西亚请得上文的Despote职衔，于是就有了Despotate of Epirus。
与此类似的还有塞尔维亚专制国和被短暂册封过的保加利亚专制国，于是第二帝国在实际领地外授予的Despote实际上是统一战线的工具，授予该头衔意味着当地的事实独立领主承认尼西亚皇权、不与之竞争帝位，作为回馈，尼西亚也就授予其所能授予的最高职衔作为嘉奖。

## 統治者列表

### 科穆寧·杜卡斯王朝
- 米海尔·科穆宁·杜卡斯，1205年-1214年
- 狄奥多尔·科穆宁·杜卡斯，1214年–1230年，1225年或1227年-1330年的塞萨洛尼基皇帝
- 米海尔二世，1230年–1271年
- 尼基弗鲁斯一世（英语：Nikephoros I Komnenos Doukas），1271年–1297年
- 托马斯一世（英语：Thomas I Komnenos Doukas），1297年–1318年（安娜·巴列奥略·坎塔库泽娜摄政）

### 奧爾西尼王朝
- 尼古拉斯（英语：Nicholas Orsini），1318年–1323年
- 约翰（英语：John II Orsini），1323年–1335年
- 尼基弗鲁斯二世（英语：Nikephoros II Orsini），1335年–1337年与1356年–1359年

### 尼曼雅王朝
- 西蒙（英语：Simeon Uroš），1359年–1366年，自称塞尔维亚与罗马沙皇
- 托马斯二世（英语：Thomas II Preljubović），1367年–1384年
- 玛利亚（英语：Maria Angelina Doukaina Palaiologina），1384年–1385年，自称巴塞丽莎

### 布隆戴蒙提王朝
- 以扫（英语：Esau de' Buondelmonti），1385年–1411年
- 乔治（英语：Giorgio de' Buondelmonti），1411年

### 托科王朝
- 卡洛一世（英语：Carlo I Tocco），1411年–1429年
- 卡洛二世（英语：Carlo II Tocco），1429年–1448年
- 莱奥纳尔多（英语：Leonardo III Tocco），1448年–1479年

## 註腳
1. ↑   Dana Facaros, Linda Theodorou. Greece. New Holland Publishers, May 1, 2003, p. 412（页面存档备份，存于）.